# Milan Štrljić
Milan Štrljić (Tordinci, 22. ožujka 1952.) je hrvatski glumac. Nastupio je u preko 60 filmova i odigrao stotinjak uloga u televizijskim serijama i kazalištu. Otac je glumice Ive Štrljić.

## Životopis
Godine 1962. seli se u Split gdje upisuje klasičnu gimnaziju. Nakon završene gimnazije upisuje glumu na Fakultetu dramskih umjetnosti u Beogradu. Poslije nekoliko sporednih uloga, 1978. dobiva glavnu ulogu u filmu Okupacija u 26 slika i biva proglašen najboljim mladim jugoslavenskim glumcem. Veliku popularnost stekao je ulogom u TV seriji Velo misto te ulogom Laufera u TV seriji Nepokoreni grad. Početkom 1991. dobiva ulogu u TV seriji Bolji život. Pred kraj snimanja počinje rat u Hrvatskoj, stoga se vraća u Hrvatsku. Od 1996. glumi u hrvatskim filmovima, a 2002. postaje intendant Hrvatskoga narodnog kazališta u Splitu. Zahvaljujući Štrljićevom zalaganju osnovan je studij glume u okviru splitske Umjetničke akademije.

## Filmografija
- Prvi splitski odred kao pripadnik odreda (1972.)
- Poznajete li Pavla Pleša? (1975.)
- Drugovi mornari, Zdravo! (1976.)
- Balada o jednoj zastavi (1976.)
- Letači velikog neba kao Vito (1977.)
- Okupacija u 26 slika kao Toni (1978.)
- Ljubav i bijes kao Francuz (1978.)
- Boško Buha kao Đorđe (1978.)
- Vučari Donje i Gornje Polače (1978.)
- Osma ofanziva kao Milanće švaler (1979.)
- Vreme, vodi kao Alton(1980.)
- Ono moje ponoćno sunce (1981.)
- Velo misto kao Tonči (1980. – 1981.)
- Visoki napon kao Stjepan (1981.)
- Svetozar Marković kao Nikola Pašić (1981.)
- Nepokoreni grad kao Vlado Tkalčić - Laufer (1981.)
- Savamala (1982.)
- Zalazak sunca (1982.)
- Hoću živjeti kao Filip Mlinarić(1982.)
- Sablazan (1982.)
- Mrtvi se ne vraćaju (1983.)
- Igmanski marš  kao Đorđe(1983.)
- Groznica ljubavi kao Branko Cvetković - Bane (1984.)
- Opasni trag kao Crni - Nafi (1984.)
- Pazi šta radiš kao profesor Nikolić(1984.)
- Zadarski memento kao Zoro (1984.)
- Balkanski špijun kao inspektor Dražić (1984.)
- U zatvoru kao Peđa(1985.)
- Jedna polovina dana (1985.)
- Hajdučki gaj kao Luković (1985.)
- Crveni i crni kao Ive Blažina(1985.)
- Bal na vodi kao mladi Rile (1986.)
- Lovac protiv topa kao Ivan (1986.)
- Misija majora Atertona (1986.)
- Lutalica kao Sloba (1987.)
- Lager Niš kao Bogdan Trajković (1987.)
- Kraljeva završnica (1987.)
- Hajde da se volimo kao Šef bande (1987.)
- Vuk Karadžić (1987. – 1988.)
- Špijun na štiklama kao Boris (1988.)
- Suncokreti kao novinar (1988.)
- Sulude godine kao komandir milicije (1988.)
- Rođaci iz Lazina kao Novak(1989.)
- Uroš blesavi kao Novak (1989.)
- Balkan ekspres 2 kao Boško (1989.)
- Sumnjivo lice kao Vićo (1990.)
- Kolubarska bitka (1990.)
- Pokvarenjak (1990.)
- Gluvi barut  kao Rajić (1990.)
- Čudna noć kao Vlado (1990.)
- Hajde da se volimo 3 kao jedriličar (1990.)
- Bolji život 2 kao Dejan Miličević (1990. – 1991.)
- Brod plovi za Šangaj (1991.)
- Rođen kao ratnik (1994.)
- Teatar u Srba (1995.)
- Prepoznavanje kao Inspektor Kovač (1996.)
- Tri muškarca Melite Žganjer kao Maks (1998.)
- Kanjon opasnih igara kao Marin Katušić (1998.)
- Dubrovački suton (1999.)
- Blagajnica hoće ići na more kao inspektor (2000.)
- Majstor (2001.)
- Novo doba kao Lešić (2002.)
- Fine mrtve djevojke  kao inspektor (2002.)
- Ne dao Bog većeg zla kao voditelj natjecanja (2002.)
- Naši i vaši  kao inspektor (2002.)
- Doktor ludosti (2003.)
- Slučajna suputnica (2004.)
- Trešeta (2006.)
- Ljubavni život domobrana kao urednik (2009.)
- Cirkus Columbia kao Branko Ivlanda (2010.)
- Larin izbor kao Vuksan Petrović (2011. – 2012.)
- Loza kao Zvonimir Gamulin (2011. – 2012.)
- Ruža vjetrova kao Mirko Rukavina (2012.)
- Hitac kao Anitin otac (2013.)
- Kud puklo da puklo kao Mile Gavran (2014. – 2016.)
- Goran kao Luka (2016.)
- Ministarstvo ljubavi kao Slavko (2016.)
- Zlatni dvori kao Vinko Begovac (2016. – 2017.)
- Na granici kao Andrija Masle (2018. – 2019.)
- Dar mar kao Mile Ćuk (2020. – 2021.)
- Murina kao načelnik općine (2021.)
- Pamtim samo sretne dane (2023.)
- Kumovi kao Stipan Macan (2022. – 2024.)
- Zaliv (2025.)

## Vanjske poveznice
- Milan Štrljić u internetskoj bazi filmova IMDb-u (engl.)
- Milan Štrljić na KAMO.hr  Arhivirana inačica izvorne stranice od 4. ožujka 2016. (Wayback Machine)